# Atlantis (chanson)
Pour les articles homonymes, voir Atlantis.
Singles de Donovan
Hurdy Gurdy Man
(1968) Barabajagal (Love Is Hot)
(1969)
Atlantis est une chanson écrite et interprétée par le chanteur écossais Donovan.
Elle se compose de deux parties : Donovan récite un poème sur l'Atlantide pendant les deux premières minutes, avant le « véritable » début de la chanson.

## Parutions
Atlantis paraît en single au Royaume-Uni en novembre 1968, avec I Love My Shirt en face B. Elle y atteint la 23e place du hit-parade. Aux États-Unis, son potentiel commercial est jugé trop faible, et c'est donc une autre chanson de Donovan, To Susan on the West Coast Waiting, qui sort en single en janvier 1969, et Atlantis est reléguée en face B de ce single. Déjouant les prévisions d'Epic Records, c'est elle qui se classe le mieux aux États-Unis, atteignant le Top 10 dans les trois principaux classements de l'époque (Billboard, Cash Box et Record World). Elle apparaît également sur la version américaine de l'album Barabajagal.

## Reprises et réutilisations
En 2001, Donovan a repris Atlantis avec le groupe pop allemand No Angels pour la bande originale du film Atlantide, l'empire perdu. Il en a également enregistré une parodie, « Hail Atlanta », pour la série d'animation Futurama (épisode 2-12, « Le Sud profond »).
Atlantis apparaît dans le film Les Affranchis (1990), dans la scène où le gangster Billy Batts (Frank Vincent) est sévèrement battu par Tommy DeVito (Joe Pesci) et Jimmy Conway (Robert De Niro) dans un restaurant.

## Classements
| Classement (1969)                      | Meilleure place |
| -------------------------------------- | --------------- |
| Pays-Bas (Single Top 100)              | 1               |
| Belgique (Flandre Ultratop 50 Singles) | 9               |
| Autriche (Ö3 Austria Top 40)           | 4               |
| Suisse (Schweizer Hitparade)           | 1               |
| Allemagne (Media Control AG)           | 2               |
| Afrique du Sud (Springbok Charts)      | 2               |
| Royaume-Uni (Official Charts Company)  | 23              |
| États-Unis (Billboard Hot 100)         | 7               |